# Rhinactinidia eremophila
Rhinactinidia eremophila là một loài thực vật có hoa trong họ Cúc. Loài này được (Bunge) Novopokr. ex Botsch. miêu tả khoa học đầu tiên năm 1986.